# Kleszczyny
Kleszczyny – dzielnica we wschodniej części miasta Suchedniowa w woj. świętokrzyskim, w powiecie skarżyskim. Rozpościera się wzdłuż ulicy Langiewicza w kierunku na Mostki. Do końca 1955 roku samodzielna wieś.

## Historia
Kleszczyny w latach 1867–1954 należały do gminy Suchedniów w powiecie kieleckim w guberni kieleckiej. W II RP przynależały do woj. kieleckiego, gdzie 2 listopada 1933 wraz z wsią Bugaj utworzyły gromadę o nazwie Kleszczyny w gminie Suchedniów.
Podczas II wojny światowej włączony do Generalnego Gubernatorstwa, nadal jako gromada w gminie Suchedniów, licząca 1422 mieszkańców. Po wojnie w województwa kieleckim, jako jedna z 20 gromad gminy Suchedniów.
W związku z reformą znoszącą gminy jesienią 1954 roku, Kleszczyny włączono do nowo utworzonej gromady Suchedniów. 1 stycznia 1956 gromadę Suchedniów zniesiono w związku z nadaniem jej statusu osiedla, przez co Kleszczyny stały się integralną częścią Suchedniowa. 18 lipca 1962 osiedlu Suchedniów nadano status miasta, przez co Kleszczyny stały się obszarem miejskim.